# Lista siturilor arheologice din județul Timiș - P
Lista siturilor arheologice din județul Timiș - P conține toate siturile arheologice din județul Timiș înscrise în Repertoriul Arheologic Național (RAN) și aflate în localități al căror nume începe cu litera P. RAN este administrat de Ministerul Culturii și Patrimoniului Național și cuprinde date științifice, cartografice, topografice, imagini și planuri, precum și orice alte informații privitoare la zonele cu potențial arheologic, studiate sau nu, încă existente sau dispărute.
Puteți căuta un sit din localitățile care încep cu litera P folosind formularul de mai jos sau puteți naviga prin toate siturile din județ la Lista siturilor arheologice din județul Timiș.
| Cod RAN                                | Denumire | Localitate                                       | Adresă                                         | Datare                | Descoperit | Coordonate                                    | Imagine           | Erori            |
| -------------------------------------- | --- | ------------------------------------------------ | ---------------------------------------------- | --------------------- | ---------- | --------------------------------------------- | ----------------- | ---------------- |
| 157442.01.01 (Cod LMI: TM-I-s-B-06076) | Așezarea neolitică de la Pădureni - Seliște / ansamblu anonim (Categorie: locuire civilă) (Tip: Așezare)                                 | sat Pădureni, comuna Pădureni                    | Seliște                                        | mil. III a. Chr.      |            |                                               | Încărcați imagine | Raportați eroare |
| 158118.01.01 (Cod LMI: TM-I-s-B-06077) | Situl arheologic de la Periam - Movila cu Șanț / ansamblu anonim (Categorie: locuire) (Tip: Așezare fortificată)                         | sat Periam, comuna Periam                        | Movila cu Șanț                                 | Mureș mil. I a. Chr.  |            | 46°02′50″N 20°51′02″E / 46.04722°N 20.85056°E | Încărcați imagine | Raportați eroare |
| 158118.01.02 (Cod LMI: TM-I-s-B-06077) | Situl arheologic de la Periam - Movila cu Șanț / ansamblu anonim (Categorie: locuire) (Tip: Așezare fortificată)                         | sat Periam, comuna Periam                        | Movila cu Șanț                                 |                       |            | 46°02′50″N 20°51′02″E / 46.04722°N 20.85056°E | Încărcați imagine | Raportați eroare |
| 158118.01.03 (Cod LMI: TM-I-s-B-06077) | Situl arheologic de la Periam - Movila cu Șanț / ansamblu anonim (Categorie: locuire) (Tip: Așezare fortificată)                         | sat Periam, comuna Periam                        | Movila cu Șanț                                 |                       |            | 46°02′50″N 20°51′02″E / 46.04722°N 20.85056°E | Încărcați imagine | Raportați eroare |
| 158118.01.04 (Cod LMI: TM-I-s-B-06077) | Situl arheologic de la Periam - Movila cu Șanț / ansamblu anonim (Categorie: locuire) (Tip: Așezare fortificată)                         | sat Periam, comuna Periam                        | Movila cu Șanț                                 |                       |            | 46°02′50″N 20°51′02″E / 46.04722°N 20.85056°E | Încărcați imagine | Raportați eroare |
| 158074.01.01                           | Necropola hallstattiană de la Peciu Nou / ansamblu anonim (Categorie: descoperire funerară) (Tip: Necropolă)                             | sat Peciu Nou, comuna Peciu Nou                  |                                                |                       |            |                                               | Încărcați imagine | Raportați eroare |
| 158797.02.01                           | Așezarea neolitică de la Parța - Casa Cerbului / ansamblu anonim (Categorie: locuire civilă) (Tip: Așezare)                              | sat Parța, comuna Parța                          | Casa Cerbului                                  | Banatului             |            |                                               | Încărcați imagine | Raportați eroare |
| 158797.02.02                           | Așezarea neolitică de la Parța - Casa Cerbului / ansamblu anonim (Categorie: locuire civilă) (Tip: Sanctuar)                             | sat Parța, comuna Parța                          | Casa Cerbului                                  | Banatului             |            |                                               | Încărcați imagine | Raportați eroare |
| 158797.02.04                           | Așezarea neolitică de la Parța - Casa Cerbului / ansamblu anonim (Categorie: locuire civilă) (Tip: Așezare)                              | sat Parța, comuna Parța                          | Casa Cerbului                                  | Vinča                 |            |                                               | Încărcați imagine | Raportați eroare |
| 158797.02.03                           | Așezarea neolitică de la Parța - Casa Cerbului / ansamblu anonim (Categorie: locuire civilă) (Tip: Așezare)                              | sat Parța, comuna Parța                          | Casa Cerbului                                  | Starčevo - Criș - III |            |                                               | Încărcați imagine | Raportați eroare |
| 158797.03.01                           | Situl arheologic de la Parța - Tell I / ansamblu anonim (Categorie: locuire civilă) (Tip: Așezare)                                       | sat Parța, comuna Parța                          | Tell I                                         | Banatului             |            |                                               | Încărcați imagine | Raportați eroare |
| 158797.03.02                           | Situl arheologic de la Parța - Tell I / ansamblu anonim (Categorie: locuire civilă) (Tip: Așezare)                                       | sat Parța, comuna Parța                          | Tell I                                         | Tiszapolgár           |            |                                               | Încărcați imagine | Raportați eroare |
| 158797.03.03                           | Situl arheologic de la Parța - Tell I / ansamblu anonim (Categorie: locuire civilă) (Tip: Morminte de incinerație)                       | sat Parța, comuna Parța                          | Tell I                                         |                       |            |                                               | Încărcați imagine | Raportați eroare |
| 158797.03.04                           | Situl arheologic de la Parța - Tell I / ansamblu anonim (Categorie: locuire civilă) (Tip: Așezare)                                       | sat Parța, comuna Parța                          | Tell I                                         | sec. VIII-IX          |            |                                               | Încărcați imagine | Raportați eroare |
| 158797.01.01                           | Situl arheologic de la Parța-Tell II / ansamblu anonim (Categorie: locuire civilă) (Tip: Așezare)                                        | sat Parța, comuna Parța                          | Tell II                                        | Petrești - Foeni      |            |                                               | Încărcați imagine | Raportați eroare |
| 158797.01.02                           | Situl arheologic de la Parța-Tell II / ansamblu anonim (Categorie: locuire civilă) (Tip: Așezare)                                        | sat Parța, comuna Parța                          | Tell II                                        | Vinča                 |            |                                               | Încărcați imagine | Raportați eroare |
| 158797.01.03                           | Situl arheologic de la Parța-Tell II / ansamblu anonim (Categorie: locuire civilă) (Tip: Așezare)                                        | sat Parța, comuna Parța                          | Tell II                                        | Starčevo - Criș       |            |                                               | Încărcați imagine | Raportați eroare |
| 158797.01.04                           | Situl arheologic de la Parța-Tell II / ansamblu anonim (Categorie: locuire civilă) (Tip: Așezare)                                        | sat Parța, comuna Parța                          | Tell II                                        |                       |            |                                               | Încărcați imagine | Raportați eroare |
| 158074.02.01                           | Situl arheologic de la Peciu Nou - "Bociar" / ansamblu anonim (Categorie: locuire civilă) (Tip: Așezare)                                 | sat Peciu Nou, comuna Peciu Nou                  | Bociar                                         | Cruceni - Belegis     |            |                                               | Încărcați imagine | Raportați eroare |
| 158074.02.02                           | Situl arheologic de la Peciu Nou - "Bociar" / ansamblu anonim (Categorie: locuire civilă) (Tip: Așezare)                                 | sat Peciu Nou, comuna Peciu Nou                  | Bociar                                         |                       |            |                                               | Încărcați imagine | Raportați eroare |
| 158074.02.03                           | Situl arheologic de la Peciu Nou - "Bociar" / ansamblu anonim (Categorie: locuire civilă) (Tip: Așezare)                                 | sat Peciu Nou, comuna Peciu Nou                  | Bociar                                         | II-IV d. Chr          |            |                                               | Încărcați imagine | Raportați eroare |
| 157442.02.01                           | Situl arheologic de la Pădureni-"Pusta Mică" / ansamblu anonim (Categorie: locuire) (Tip: așezare)                                       | sat Pădureni, comuna Pădureni                    | Pusta Mică                                     |                       |            | 45°36′08″N 21°16′26″E / 45.60222°N 21.27389°E | Încărcați imagine | Raportați eroare |
| 157442.02.02                           | Situl arheologic de la Pădureni-"Pusta Mică" / ansamblu anonim (Categorie: locuire) (Tip: așezare)                                       | sat Pădureni, comuna Pădureni                    | Pusta Mică                                     |                       |            | 45°36′08″N 21°16′26″E / 45.60222°N 21.27389°E | Încărcați imagine | Raportați eroare |
| 158190.01.01                           | Situl arheologic de la Pișchia-"Pădurea Pișchia sud-est" / ansamblu anonim (Categorie: locuire) (Tip: așezare)                           | sat Pișchia, comuna Pișchia                      | Pădurea Pișchia sud-est                        |                       |            | 45°54′45″N 21°23′00″E / 45.9125°N 21.38333°E  | Încărcați imagine | Raportați eroare |
| 158190.01.02                           | Situl arheologic de la Pișchia-"Pădurea Pișchia sud-est" / ansamblu anonim (Categorie: locuire) (Tip: așezare)                           | sat Pișchia, comuna Pișchia                      | Pădurea Pișchia sud-est                        |                       |            | 45°54′45″N 21°23′00″E / 45.9125°N 21.38333°E  | Încărcați imagine | Raportați eroare |
| 158190.01.03                           | Situl arheologic de la Pișchia-"Pădurea Pișchia sud-est" / ansamblu anonim (Categorie: locuire) (Tip: așezare)                           | sat Pișchia, comuna Pișchia                      | Pădurea Pișchia sud-est                        |                       |            | 45°54′45″N 21°23′00″E / 45.9125°N 21.38333°E  | Încărcați imagine | Raportați eroare |
| 155644.01.01                           | Mănăstirea ortodoxă Sfinții Arhangheli Mihail și Gavril de la Partoș / ansamblu anonim (Categorie: construcție de cult) (Tip: Mănăstire) | sat Partoș, comuna Banloc                        |                                                | sec. XIII             |            |                                               | Încărcați imagine | Raportați eroare |
| 158797.04.01                           | Situl arheologic de la Parța - Așezarea 5 / ansamblu anonim (Categorie: locuire) (Tip: Așezare)                                          | sat Parța, comuna Parța                          | Așezarea 5                                     | Starčevo - Criș       |            |                                               | Încărcați imagine | Raportați eroare |
| 158797.04.02                           | Situl arheologic de la Parța - Așezarea 5 / ansamblu anonim (Categorie: locuire) (Tip: Așezare)                                          | sat Parța, comuna Parța                          | Așezarea 5                                     | Tiszapolgár           |            |                                               | Încărcați imagine | Raportați eroare |
| 158797.04.03                           | Situl arheologic de la Parța - Așezarea 5 / ansamblu anonim (Categorie: locuire) (Tip: Așezare)                                          | sat Parța, comuna Parța                          | Așezarea 5                                     | Coțofeni              |            |                                               | Încărcați imagine | Raportați eroare |
| 158797.04.04                           | Situl arheologic de la Parța - Așezarea 5 / ansamblu anonim (Categorie: locuire) (Tip: Așezare)                                          | sat Parța, comuna Parța                          | Așezarea 5                                     |                       |            |                                               | Încărcați imagine | Raportați eroare |
| 158797.04.05                           | Situl arheologic de la Parța - Așezarea 5 / ansamblu anonim (Categorie: locuire) (Tip: Așezare)                                          | sat Parța, comuna Parța                          | Așezarea 5                                     |                       |            |                                               | Încărcați imagine | Raportați eroare |
| 158797.04.06                           | Situl arheologic de la Parța - Așezarea 5 / ansamblu anonim (Categorie: locuire) (Tip: Așezare)                                          | sat Parța, comuna Parța                          | Așezarea 5                                     |                       |            |                                               | Încărcați imagine | Raportați eroare |
| 158797.05.01                           | Situl arheologic de la Parța - Obiectiv 6 / ansamblu anonim (Categorie: locuire) (Tip: Așezare)                                          | sat Parța, comuna Parța                          | Obiectiv 6                                     | Starcevo - Criș       |            |                                               | Încărcați imagine | Raportați eroare |
| 158797.05.02                           | Situl arheologic de la Parța - Obiectiv 6 / ansamblu anonim (Categorie: locuire) (Tip: Așezare)                                          | sat Parța, comuna Parța                          | Obiectiv 6                                     | Banatului             |            |                                               | Încărcați imagine | Raportați eroare |
| 158797.05.03                           | Situl arheologic de la Parța - Obiectiv 6 / ansamblu anonim (Categorie: locuire) (Tip: Așezare)                                          | sat Parța, comuna Parța                          | Obiectiv 6                                     | Tiszapolgár           |            |                                               | Încărcați imagine | Raportați eroare |
| 158797.06.01                           | Situl arheologic de la Parța - Sărtașu / ansamblu anonim (Categorie: locuire) (Tip: Așezare)                                             | sat Parța, comuna Parța                          | Sărtașu                                        |                       |            |                                               | Încărcați imagine | Raportați eroare |
| 158797.06.02                           | Situl arheologic de la Parța - Sărtașu / ansamblu anonim (Categorie: locuire) (Tip: Așezare)                                             | sat Parța, comuna Parța                          | Sărtașu                                        |                       |            |                                               | Încărcați imagine | Raportați eroare |
| 158797.07.01                           | Situl arheologic de la Parța - Surcobara / ansamblu anonim (Categorie: locuire) (Tip: Așezare)                                           | sat Parța, comuna Parța                          | Surcobara                                      |                       |            |                                               | Încărcați imagine | Raportați eroare |
| 158797.07.02                           | Situl arheologic de la Parța - Surcobara / ansamblu anonim (Categorie: locuire) (Tip: Așezare)                                           | sat Parța, comuna Parța                          | Surcobara                                      |                       |            |                                               | Încărcați imagine | Raportați eroare |
| 158797.07.03                           | Situl arheologic de la Parța - Surcobara / ansamblu anonim (Categorie: locuire) (Tip: Așezare)                                           | sat Parța, comuna Parța                          | Surcobara                                      |                       |            |                                               | Încărcați imagine | Raportați eroare |
| 158797.07.04                           | Situl arheologic de la Parța - Surcobara / ansamblu anonim (Categorie: locuire) (Tip: Așezare)                                           | sat Parța, comuna Parța                          | Surcobara                                      |                       |            |                                               | Încărcați imagine | Raportați eroare |
| 158797.07.05                           | Situl arheologic de la Parța - Surcobara / ansamblu anonim (Categorie: locuire) (Tip: Așezare)                                           | sat Parța, comuna Parța                          | Surcobara                                      |                       |            |                                               | Încărcați imagine | Raportați eroare |
| 158797.08.01                           | Așezarea de epocă daco-romană de la Parța - Podul Turcului A / ansamblu anonim (Categorie: locuire) (Tip: Așezare)                       | sat Parța, comuna Parța                          | Podul Turcului A                               | sec. IV               |            |                                               | Încărcați imagine | Raportați eroare |
| 158797.09.01                           | Situl arheologic de la parța - Podul Turcului B / ansamblu anonim (Categorie: locuire) (Tip: Așezare)                                    | sat Parța, comuna Parța                          |                                                |                       |            |                                               | Încărcați imagine | Raportați eroare |
| 158797.09.02                           | Situl arheologic de la parța - Podul Turcului B / ansamblu anonim (Categorie: locuire) (Tip: Așezare)                                    | sat Parța, comuna Parța                          |                                                | VIII-IX               |            |                                               | Încărcați imagine | Raportați eroare |
| 158797.09.03                           | Situl arheologic de la parța - Podul Turcului B / ansamblu anonim (Categorie: locuire) (Tip: Așezare)                                    | sat Parța, comuna Parța                          |                                                | sec. XI-XII           |            |                                               | Încărcați imagine | Raportați eroare |
| 158797.10.01                           | Situl arheologic de la Parța - Între Găvojdii / ansamblu anonim (Categorie: locuire) (Tip: Așezare)                                      | sat Parța, comuna Parța                          | Între Găvojdii                                 |                       |            |                                               | Încărcați imagine | Raportați eroare |
| 158797.10.02                           | Situl arheologic de la Parța - Între Găvojdii / ansamblu anonim (Categorie: locuire) (Tip: Așezare)                                      | sat Parța, comuna Parța                          | Între Găvojdii                                 |                       |            |                                               | Încărcați imagine | Raportați eroare |
| 158797.10.03                           | Situl arheologic de la Parța - Între Găvojdii / ansamblu anonim (Categorie: locuire) (Tip: Așezare)                                      | sat Parța, comuna Parța                          | Între Găvojdii                                 |                       |            |                                               | Încărcați imagine | Raportați eroare |
| 158797.11.01                           | Situl arheologic de la Parța - Govăjdia Sud / ansamblu anonim (Categorie: locuire) (Tip: Așezare)                                        | sat Parța, comuna Parța                          | Govăjdia Sud                                   |                       |            |                                               | Încărcați imagine | Raportați eroare |
| 158797.11.02                           | Situl arheologic de la Parța - Govăjdia Sud / ansamblu anonim (Categorie: locuire) (Tip: Așezare)                                        | sat Parța, comuna Parța                          | Govăjdia Sud                                   |                       |            |                                               | Încărcați imagine | Raportați eroare |
| 158797.12.01                           | Situl arheologic de la Parța - Peciu Nou / ansamblu anonim (Categorie: locuire) (Tip: Așezare)                                           | sat Parța, comuna Parța                          | Peciu Nou                                      |                       |            |                                               | Încărcați imagine | Raportați eroare |
| 158797.12.02                           | Situl arheologic de la Parța - Peciu Nou / ansamblu anonim (Categorie: locuire) (Tip: Așezare)                                           | sat Parța, comuna Parța                          | Peciu Nou                                      |                       |            |                                               | Încărcați imagine | Raportați eroare |
| 158797.13.01                           | Așezarea de la Parța - Obiectiv 3 / ansamblu anonim (Categorie: locuire) (Tip: bordeie)                                                  | sat Parța, comuna Parța                          | Obiectiv 3                                     |                       |            |                                               | Încărcați imagine | Raportați eroare |
| 158797.13.02                           | Așezarea de la Parța - Obiectiv 3 / ansamblu anonim (Categorie: locuire) (Tip: locuințe de suprafață)                                    | sat Parța, comuna Parța                          | Obiectiv 3                                     |                       |            |                                               | Încărcați imagine | Raportați eroare |
| 158797.14.01                           | Așezarea Latene de la Parța / ansamblu anonim (Categorie: locuire) (Tip: Așezare)                                                        | sat Parța, comuna Parța                          |                                                |                       |            |                                               | Încărcați imagine | Raportați eroare |
| 158797.15.01                           | Așezarea de epocă romană de la Parța / ansamblu anonim (Categorie: locuire) (Tip: Așezare)                                               | sat Parța, comuna Parța                          |                                                |                       |            |                                               | Încărcați imagine | Raportați eroare |
| 158797.16.01                           | Așezarea daco-romană de la Parța - În fața Gării / ansamblu anonim (Categorie: locuire) (Tip: Așezare)                                   | sat Parța, comuna Parța                          | În fața Gării                                  | Sec. III-IV           |            |                                               | Încărcați imagine | Raportați eroare |
| 158797.17.01                           | Așezarea daco-romană de la Parța - Țărigariu Est / ansamblu anonim (Categorie: locuire) (Tip: Așezare)                                   | sat Parța, comuna Parța                          | Țărigariu Est                                  | sec. IV               |            |                                               | Încărcați imagine | Raportați eroare |
| 158797.18.01                           | Așezarea daco-romană de la Parța - Țărigariu Vest / ansamblu anonim (Categorie: locuire) (Tip: complex)                                  | sat Parța, comuna Parța                          | Țărigariu Vest                                 | sec. III-IV           |            |                                               | Încărcați imagine | Raportați eroare |
| 158797.19.01                           | Așezarea de epocă daco-romană de la Parța - Droșin / ansamblu anonim (Categorie: locuire) (Tip: Așezare)                                 | sat Parța, comuna Parța                          | Droșin                                         | Sec. III-IV           |            |                                               | Încărcați imagine | Raportați eroare |
| 158797.20.01                           | Așezarea de epocă medievală de la Parța - Râtul Bara / ansamblu anonim (Categorie: locuire) (Tip: Așezare)                               | sat Parța, comuna Parța                          | Râtul Bara                                     | Sec. XII-XIII         |            |                                               | Încărcați imagine | Raportați eroare |
| 158797.21.01                           | Așezarea neolitică de la Parța - Cursul Timișului la km. 30 / ansamblu anonim (Categorie: locuire) (Tip: Așezare)                        | sat Parța, comuna Parța                          | Cursul Timișului la km. 30                     |                       |            |                                               | Încărcați imagine | Raportați eroare |
| 158797.22.01                           | Tumulul de epocă necunoscută de la Parța - Gomila lui Uliță / ansamblu anonim (Categorie: decoperire funerară) (Tip: Tumul)              | sat Parța, comuna Parța                          | Gomila lui Uliță                               |                       |            |                                               | Încărcați imagine | Raportați eroare |
| 157442.04.01                           | Movila de epocă medievală de la Pădureni - Movila Hârțului / ansamblu anonim (Categorie: descoperire funerară) (Tip: Movilă)             | sat Pădureni, comuna Pădureni                    | Movila Hârțului                                |                       |            |                                               | Încărcați imagine | Raportați eroare |
| 157442.05.01                           | Așezarea hallstatiană de la Pădureni / ansamblu anonim (Categorie: locuire) (Tip: Așezare)                                               | sat Pădureni, comuna Pădureni                    |                                                |                       |            |                                               | Încărcați imagine | Raportați eroare |
| 157442.03.01                           | Așezarea de epoca bronzului de la Pădureni / ansamblu anonim (Categorie: locuire) (Tip: Așezare)                                         | sat Pădureni, comuna Pădureni                    |                                                | Gornea-Kalakača       |            |                                               | Încărcați imagine | Raportați eroare |
| 159295.01.01                           | Așezarea dacică de la Pădureni - La Oloșag / ansamblu anonim (Categorie: locuire) (Tip: Așezare)                                         | sat Pădureni, comuna Victor Vlad Delamarina      | La Oloșag                                      | dacică                |            |                                               | Încărcați imagine | Raportați eroare |
| 158118.02.01                           | Așezarea eneolitică de la Periam - Port / ansamblu anonim (Categorie: locuire) (Tip: Așezare)                                            | sat Periam, comuna Periam                        | Port                                           | Tiszapolgár           |            |                                               | Încărcați imagine | Raportați eroare |
| 158118.03.01                           | Așezarea de epoca bronzului de la Periam / ansamblu anonim (Categorie: locuire) (Tip: Așezare)                                           | sat Periam, comuna Periam                        |                                                | Bodrogkeresztur       |            |                                               | Încărcați imagine | Raportați eroare |
| 158118.04.01                           | Situl arheologic de la periam - Movila Șanțului / ansamblu anonim (Categorie: locuire) (Tip: Așezare)                                    | sat Periam, comuna Periam                        | Movila Șanțului                                |                       |            |                                               | Încărcați imagine | Raportați eroare |
| 158118.04.02                           | Situl arheologic de la periam - Movila Șanțului / ansamblu anonim (Categorie: locuire) (Tip: Așezare)                                    | sat Periam, comuna Periam                        | Movila Șanțului                                |                       |            |                                               | Încărcați imagine | Raportați eroare |
| 158118.04.03                           | Situl arheologic de la periam - Movila Șanțului / ansamblu anonim (Categorie: locuire) (Tip: Așezare)                                    | sat Periam, comuna Periam                        | Movila Șanțului                                | Basarabi              |            |                                               | Încărcați imagine | Raportați eroare |
| 158118.05.02                           | Situl arheologic de la Periam / ansamblu anonim (Categorie: descoperire funerară) (Tip: complex de movile)                               | sat Periam, comuna Periam                        |                                                |                       |            |                                               | Încărcați imagine | Raportați eroare |
| 158118.05.01                           | Situl arheologic de la Periam / ansamblu anonim (Categorie: descoperire funerară) (Tip: Așezare)                                         | sat Periam, comuna Periam                        |                                                | Baden                 |            |                                               | Încărcați imagine | Raportați eroare |
| 158118.06.01                           | Complexul de movile de epocă necunoscută de la Periam / ansamblu anonim (Categorie: descoperire funerară) (Tip: Movilă)                  | sat Periam, comuna Periam                        |                                                |                       |            |                                               | Încărcați imagine | Raportați eroare |
| 158118.07.01                           | Așezarea de epocă romană de la Periam / ansamblu anonim (Categorie: locuire) (Tip: Așezare)                                              | sat Periam, comuna Periam                        |                                                |                       |            |                                               | Încărcați imagine | Raportați eroare |
| 158127.01.01                           | Așezarea daco-romană de la Pesac / ansamblu anonim (Categorie: locuire) (Tip: Așezare)                                                   | sat Pesac, comuna Pesac                          |                                                |                       |            |                                               | Încărcați imagine | Raportați eroare |
| 158127.02.01                           | Movila de epocă necunoscută de la Pesac / ansamblu anonim (Categorie: descoperire funerară) (Tip: Movilă de pământ)                      | sat Pesac, comuna Pesac                          |                                                |                       |            |                                               | Încărcați imagine | Raportați eroare |
| 158127.03.01                           | Movila de epocă necunoscută de la Pesac / ansamblu anonim (Categorie: descoperire funerară) (Tip: Movilă de pământ)                      | sat Pesac, comuna Pesac                          |                                                |                       |            |                                               | Încărcați imagine | Raportați eroare |
| 159302.01.01                           | Așezarea daco-romană de la Petroasa Mare / ansamblu anonim (Categorie: locuire) (Tip: Așezare)                                           | sat Petroasa Mare, comuna Victor Vlad Delamarina |                                                | daco-romană           |            |                                               | Încărcați imagine | Raportați eroare |
| 159302.02.01                           | Așezarea daco-romană de la Petroasa Mare / ansamblu anonim (Categorie: locuire) (Tip: Așezare)                                           | sat Petroasa Mare, comuna Victor Vlad Delamarina |                                                | daco-romană           |            |                                               | Încărcați imagine | Raportați eroare |
| 159302.03.01                           | Așezarea daco-romană de la Petroasa Mare / ansamblu anonim (Categorie: locuire) (Tip: Așezare)                                           | sat Petroasa Mare, comuna Victor Vlad Delamarina |                                                | daco-romană           |            |                                               | Încărcați imagine | Raportați eroare |
| 158145.01.01                           | Așezarea daco-romană de la Pietroasa / ansamblu anonim (Categorie: locuire) (Tip: Așezare)                                               | sat Pietroasa, comuna Pietroasa                  |                                                | sec. III-IV           |            |                                               | Încărcați imagine | Raportați eroare |
| 158190.02.01                           | Așezarea neolitică de la Pișchia / ansamblu anonim (Categorie: locuire) (Tip: Așezare)                                                   | sat Pișchia, comuna Pișchia                      |                                                |                       |            |                                               | Încărcați imagine | Raportați eroare |
| 158190.03.01                           | Valul roman de la Pișchia / ansamblu anonim (Categorie: construcție defensivă) (Tip: Val de pământ)                                      | sat Pișchia, comuna Pișchia                      |                                                |                       |            |                                               | Încărcați imagine | Raportați eroare |
| 158190.04.01                           | Așezarea daco-romană de la Pișchia / ansamblu anonim (Categorie: locuire) (Tip: Așezare)                                                 | sat Pișchia, comuna Pișchia                      |                                                | sec. III-IV           |            |                                               | Încărcați imagine | Raportați eroare |
| 158190.05.01                           | Așezarea daco-romană de la Pișchia / ansamblu anonim (Categorie: locuire) (Tip: Așezare)                                                 | sat Pișchia, comuna Pișchia                      |                                                | sec. III-IV           |            |                                               | Încărcați imagine | Raportați eroare |
| 155751.01.01                           | Necropola din epoca bronzului de la Pordeanu / ansamblu anonim (Categorie: decoperire funerară) (Tip: Necropolă)                         | sat Pordeanu, comuna Beba Veche                  |                                                |                       |            |                                               | Încărcați imagine | Raportați eroare |
| 155751.02.01                           | Așezarea daco-romană de la Pordeanu / ansamblu anonim (Categorie: locuire) (Tip: Așezare)                                                | sat Pordeanu, comuna Beba Veche                  |                                                |                       |            |                                               | Încărcați imagine | Raportați eroare |
| 155751.03.01                           | Așezarea daco-romană de la Pordeanu / ansamblu anonim (Categorie: locuire) (Tip: Așezare)                                                | sat Pordeanu, comuna Beba Veche                  |                                                |                       |            |                                               | Încărcați imagine | Raportați eroare |
| 155751.04.01                           | Așezarea daco-romană de la Pordeanu / ansamblu anonim (Categorie: locuire) (Tip: Așezare)                                                | sat Pordeanu, comuna Beba Veche                  |                                                |                       |            |                                               | Încărcați imagine | Raportați eroare |
| 155751.05.01                           | Așezarea daco-romană de la Pordeanu / ansamblu anonim (Categorie: locuire) (Tip: Așezare)                                                | sat Pordeanu, comuna Beba Veche                  |                                                |                       |            |                                               | Încărcați imagine | Raportați eroare |
| 159188.01.01                           | Așezarea neolitică de la Pustiniș - Hodaie / ansamblu anonim (Categorie: locuire) (Tip: Tell)                                            | sat Pustiniș, comuna Uivar                       |                                                | Starcevo - Criș       |            |                                               | Încărcați imagine | Raportați eroare |
| 159188.02.01                           | Așezarea de epoca bronzului de la Pustiniș - Tifra Hodaie / ansamblu anonim (Categorie: locuire) (Tip: Așezare)                          | sat Pustiniș, comuna Uivar                       | Tifra Hodaie                                   |                       |            |                                               | Încărcați imagine | Raportați eroare |
| 159188.03.01                           | Movila de epocă necunoscută de la Pustiniș - Gomilă / ansamblu anonim (Categorie: descoperire funerară) (Tip: Movilă)                    | sat Pustiniș, comuna Uivar                       | Gomilă                                         |                       |            |                                               | Încărcați imagine | Raportați eroare |
| 158190.06.01                           | Situl arheologic de la Pișchia - Autostrada Arad-Timișoara (Km.38+300 - 38+700) / ansamblu anonim (Categorie: locuire) (Tip: Așezare)    | sat Pișchia, comuna Pișchia                      | Autostrada Arad-Timișoara (Km.38+300 - 38+700) |                       |            | 45°53′49″N 21°16′22″E / 45.89696°N 21.27291°E | Încărcați imagine | Raportați eroare |
| 158190.06.02                           | Situl arheologic de la Pișchia - Autostrada Arad-Timișoara (Km.38+300 - 38+700) / ansamblu anonim (Categorie: locuire) (Tip: Așezare)    | sat Pișchia, comuna Pișchia                      | Autostrada Arad-Timișoara (Km.38+300 - 38+700) |                       |            | 45°53′49″N 21°16′22″E / 45.89696°N 21.27291°E | Încărcați imagine | Raportați eroare |
| 158190.06.02                           | Situl arheologic de la Pișchia - Autostrada Arad-Timișoara (Km.38+300 - 38+700) / ansamblu anonim (Categorie: locuire) (Tip: Așezare)    | sat Pișchia, comuna Pișchia                      | Autostrada Arad-Timișoara (Km.38+300 - 38+700) | - epoca sec. III-IV   |            | 45°53′49″N 21°16′22″E / 45.89696°N 21.27291°E | Încărcați imagine | Raportați eroare |
| 158190.06.03                           | Situl arheologic de la Pișchia - Autostrada Arad-Timișoara (Km.38+300 - 38+700) / ansamblu anonim (Categorie: locuire) (Tip: Așezare)    | sat Pișchia, comuna Pișchia                      | Autostrada Arad-Timișoara (Km.38+300 - 38+700) |                       |            | 45°53′49″N 21°16′22″E / 45.89696°N 21.27291°E | Încărcați imagine | Raportați eroare |
| 158190.06.04                           | Situl arheologic de la Pișchia - Autostrada Arad-Timișoara (Km.38+300 - 38+700) / ansamblu anonim (Categorie: locuire) (Tip: Așezare)    | sat Pișchia, comuna Pișchia                      | Autostrada Arad-Timișoara (Km.38+300 - 38+700) | sec. VIII-IX          |            | 45°53′49″N 21°16′22″E / 45.89696°N 21.27291°E | Încărcați imagine | Raportați eroare |
| 158190.06.05                           | Situl arheologic de la Pișchia - Autostrada Arad-Timișoara (Km.38+300 - 38+700) / ansamblu anonim (Categorie: locuire) (Tip: Așezare)    | sat Pișchia, comuna Pișchia                      | Autostrada Arad-Timișoara (Km.38+300 - 38+700) | sec. XVI              |            | 45°53′49″N 21°16′22″E / 45.89696°N 21.27291°E | Încărcați imagine | Raportați eroare |